# Victor Sá Machado
Victor António Augusto Nunes de Sá Machado GCIH • GCM • GCC (Cuima, Angola, 18 de Novembro de 1933 — Lisboa, 27 de Abril de 2002), conhecido por Victor Sá Machado) foi fundador (1974) e vice-presidente (1981-1983) do Partido do Centro Democrático e Social (actual CDS-PP), vice-presidente da Assembleia da República (1976-1978), ministro dos Negócios Estrangeiros do II Governo Constitucional de Portugal (1978) e presidente do Conselho de Administração da Fundação Gulbenkian (1998-2002), entre outros cargos importantes.

## Biografia
Fez os estudos liceais pelo Liceu Diogo Cão em Sá da Bandeira, em Angola. Licenciado em Direito pela Faculdade de Direito da Universidade de Coimbra em 1957, pós-graduou-se em Ciências Jurídicas pelas mesmas Faculdade e Universidade em 1959.
Foi Doutorado “Honoris Causa” pela Faculdade de Medicina da Universidade do Porto em 15 de julho de 1987 e pela Universidade Nova de Lisboa em 1999.
Entrou para a Fundação Calouste Gulbenkian no ano de 1961, para exercer as funções de Director e Adjunto do Presidente Azeredo Perdigão (1961-1969). A partir de 1969 foi convidado a integrar o Conselho de Administração, tendo sido responsável, entre outros, pelos pelouros da Saúde e Protecção Social, da Cooperação para o Desenvolvimento, do Serviço de Ciência, do Instituto Gulbenkian de Ciência e pelas Relações de Trabalho.
Tomou posse do cargo de Presidente do Conselho de Administração da Fundação Calouste Gulbenkian no dia 29 de Dezembro de 1998, tendo exercido essas funções até à data do seu falecimento em Abril de 2002.
Foi fundador e primeiro Presidente do Instituto Democracia e Liberdade, Presidente da Comissão Nacional de UNESCO (1976-1978 e 1980-1989), membro do Conselho Executivo do International African Institute (Londres) e do Instituto International Jacques Maritain (Roma). Assumiu ainda as funções de Representante Honorário do Alto Comissariado das Nações Unidas para os Refugiados, em Portugal. Foi membro fundador do Instituto de Estudos Estratégicos e Internacionais – Lisboa e da Associação Portuguesa para as Relações Internacionais – Lisboa.
Membro fundador e Vice-Presidente do Partido do Centro Democrático e Social (1981-1983), Victor de Sá Machado foi deputado à Assembleia Nacional Constituinte (1975-1976) e deputado à Assembleia da República (1976-1979) - de que foi Vice-Presidente entre 1976-1977 e 1977-1978. Foi presidente do Grupo Parlamentar do CDS. Fez parte do Grupo de Ofir, aliado de Lucas Pires no tempo da oposição do CDS ao governo do Bloco Central (1983-1985), e do grupo Nova Democracia, afastando-se da direção partidária de Adriano Moreira (1986-1988). Apoiou Mário Soares nas presidenciais de 1991.
Foi ministro dos Negócio Estrangeiros do II Governo Constitucional, em 1978.
A convite do Presidente da República Popular de Angola acompanhou, como Observador Internacional, as eleições gerais naquele país, em 1992. A convite do Presidente da República Portuguesa, integrou a missão presidencial a Macau, em 1986. Convidado pelo Presidente da República de Cabo Verde, participou nos trabalhos da II Cimeira de Chefes de Estado e de Governo da Comunidade dos Países de Língua Portuguesa (CPLP), que se realizou na Cidade da Praia, em 1998.
Foi membro fundador e presidente do Movimento Humanismo e Democracia (1994), uma associação política democrata-cristã que se aliou ao PS de 1995 até 2011, tendo conseguido neste período dois deputados à Assembleia da República.
Victor de Sá Machado proferiu conferências e participou em seminários nas seguintes instituições: Instituto de Defesa Nacional (Lisboa e Porto); Instituto de Altos Estudos Militares (Lisboa); Academia Militar (Lisboa); Universidade de Lisboa (ISE-CEDEP), Universidade Católica (CEPCEP em Lisboa); Universidade Nova de Lisboa; Universidade do Porto; Universidade Aberta; Universidade de Coimbra; Universidade de Columbia (EUA), Universidade de New Hampshire (EUA), International African Institute (Nairobi, Roma e Bayreuth), Aspen Institut (EUA), Instituto de Estudos Estratégicos (Bona) e Fundação Konrad Adenauer (Bona), Chicago Council on Foreign Relations (Baía e Alvor), The Trilateral Commission (Lisboa) e Fundação Calouste Gulbenkian.
Assinou artigos de opinião em vários órgãos de comunicação social subordinados, entre outros, aos termas de Política Nacional, Política Internacional, a situação de Portugal no Mundo; Cooperação com os Novos Estados Africanos, Saúde e ainda sobre a Fundação Calouste Gulbenkian.
Representou o Parlamento Português na Conferência dos Presidentes dos Parlamentos Europeus, realizado em Viena, em 1976 e integrou missões Parlamentares à NATO (1975), à República Federal Alemã (1975) e à União Soviética (1977). Foi membro das delegações portuguesas a Macau (1986), à Assembleia Geral das Nações Unidas e à Cimeira da NATO (1978), tendo também participado nas Conferências Gerais da UNESCO (em 1980, 1982, 1983 e 1985).
Candidato ao cargo de Director-Geral da UNESCO em 1987. Publicou o livro intitulado «A Candidatura à Unesco e a Política Externa Portuguesa», da Editorial Inquérito, em Janeiro de 1989.
Casado com a Dinamarquesa Kirsten Thorberg-Godtfredsen, teve três filhos: Paulo, Margarida e André e deixou quatro netos e netas.

### Condecorações[9]
- Grã-Cruz da Ordem do Infante D. Henrique de Portugal (13 de Julho de 1981)
- Grã-Cruz da Ordem do Mérito de Portugal (4 de Fevereiro de 1989)
- Grã-Cruz da Real Ordem Norueguesa de Santo Olavo da Noruega (? de ? de 19??)
- Grã-Cruz da Ordem Nacional do Cruzeiro do Sul do Brasil (? de ? de 19??)
- Excelentíssimo Senhor Grã-Cruz da Real Ordem de Isabel a Católica de Espanha (? de ? de 19??)
- Grande-Oficial da Ordem Nacional da Legião de Honra de França (? de ? de 19??)
- Medalha de Ouro da Sociedade de Encorajamento ao Progresso de França (? de ? de 19??)
- Primeira Classe da Ordem do Mérito de Cabo Verde (? de ? de 19??)
- Grã-Cruz da Ordem Militar de Cristo de Portugal (20 de julho de 2022, a título póstumo)

## Funções governamentais exercidas
- II Governo Constitucional
  - Ministro dos Negócios Estrangeiros